# Uttertjärnen (Gustav Adolfs socken, Värmland)
Uttertjärnen är en sjö i Hagfors kommun i Värmland och ingår i Göta älvs huvudavrinningsområde.